# Commanderie de Vaour
 (février 2014).
La commanderie de Vaour se situe dans le département du Tarn à environ 80 km au nord-est de Toulouse, entre Albi et Montauban, au nord de la forêt de Gresigne.

## Historique
Pour un article plus général, voir Liste des commanderies templières en Midi-Pyrénées.
La commanderie fut fondée en 1140 lorsque les chevaliers de Penne firent don d'un terrain à Pierre Humbert.
On dénombrait seulement une dizaine de chevaliers, le reste s'était établi dans diverses dépendances de la région telles que : Montricoux, Cahors, Lacapelle-Livron, etc.
Les chevaliers templiers étaient exonérés de taxes seigneuriales en échange de leur protection envers la population locale. Le pouvoir de la commanderie s'étendait sur sept cantons et jusque dans le Quercy. Cette influence s'est mise en place grâce aux dons des religieux de Septfonds et de Chancelade ainsi qu'à ceux du comte de Toulouse. 
En 1303, alors que le conflit qui oppose Philippe le Bel au pape Boniface VIII est à son paroxysme, Bernard de la Roche, commandeur de Vaour, figure dans un acte où les prélats et les ecclésiastiques des sénéchaussées de Beaucaire, Carcassonne et Rodez prennent le parti du roi de France. Cet acte fut rédigé le 25 juillet 1303 à Montpellier,. À ce moment-là Hugues de Pairaud est visiteur de France, il soutenait la position royale tout en refusant de préjuger de la culpabilité du pape. On trouve plus loin dans le même acte : « quibus visitator Franciae militiae templi praedictus consensit ».
Après la dissolution de l'ordre du Temple la commanderie et tous ses biens sont dévolus à l'ordre de Saint-Jean de Jérusalem qui la gardera jusqu'à la Révolution française.
En 1910, le donjon s'est écroulé et en 1927, la commanderie de Vaour est inscrite monument historique.

## Possessions templières
- Marnaves
- Lintin
- un monastère à Amarens

| Possessions de la commanderie de Vaour (période templière)                                                                                          |
| --- |
| \| Tarn Aveyron Tarn-et- Garonne -Vaour Montricoux Sainte-Madeleine des Albis et Auriol St-Laurent · de Maynet St-Benoît de Castres Sanvensa (?) \| |
| Tarn Aveyron Tarn-et- Garonne -Vaour Montricoux Sainte-Madeleine des Albis et Auriol St-Laurent · de Maynet St-Benoît de Castres Sanvensa (?)       |

## Commandeurs templiers
- Pierre Humbert : chevalier et prieur 1143[N 1]
- Pierre Hugo: prieur de la maison des Albis 1150[N 2]
- Fort Sans (†1192), maître de la baillie regroupant Vaour, Saint-Benoît de Castres[N 3], Saint-Laurent de Maynet[N 4] et Montricoux: 1174-1186 
  - Guiraud Bada (Guiraldus Bada), commandeur de Vaour vers 1178
  - Jean de Nogairol (Johannes de Nogairol) en 1179
  - Durand Willer (Durantus Œiller) en 1180/81
  - P. de Tudelle (P. de Tudella) 1182, 1184, 1186
  - Arnaud Dabos (Arnaldus Dabos) 1191
  - Pierre (Petrus) le chapelain en  1191
- Doat Dahas, tenant lieu de commandeur à la suite du décès de Fort Sans : 1192
- Pierre de Tudelle
- Bertrand Bonafos : 1184
- Aranaud Dabos : 1191
- Pierre lo Capella : 1191 et 1198
- Dayde se Ste-Croix : 1199
- Ademar Guillaume : 1200
- Pierre del Castel : 1202
- Gaillard de Pradines : 1248, commandeur de Vaour, Montricoux et de la Capelle
- Raymond de Posquière : 1259
- Sanche[N 5] : 1276, précepteur de Montricoux
- Pierre de Geoffroy : 1277, Commandeur de Montricoux[7]
- Bernard de la Roche[N 6]: 
  - Commandeur de Montricoux en 1296[8].
  - Commandeur de Vaour [et Montricoux] en 1303 et tenant lieu de visiteur en Provence[2],[N 7]. Au moment du procès, il était commandeur de la province de Provence[11],[12].

## Organisation

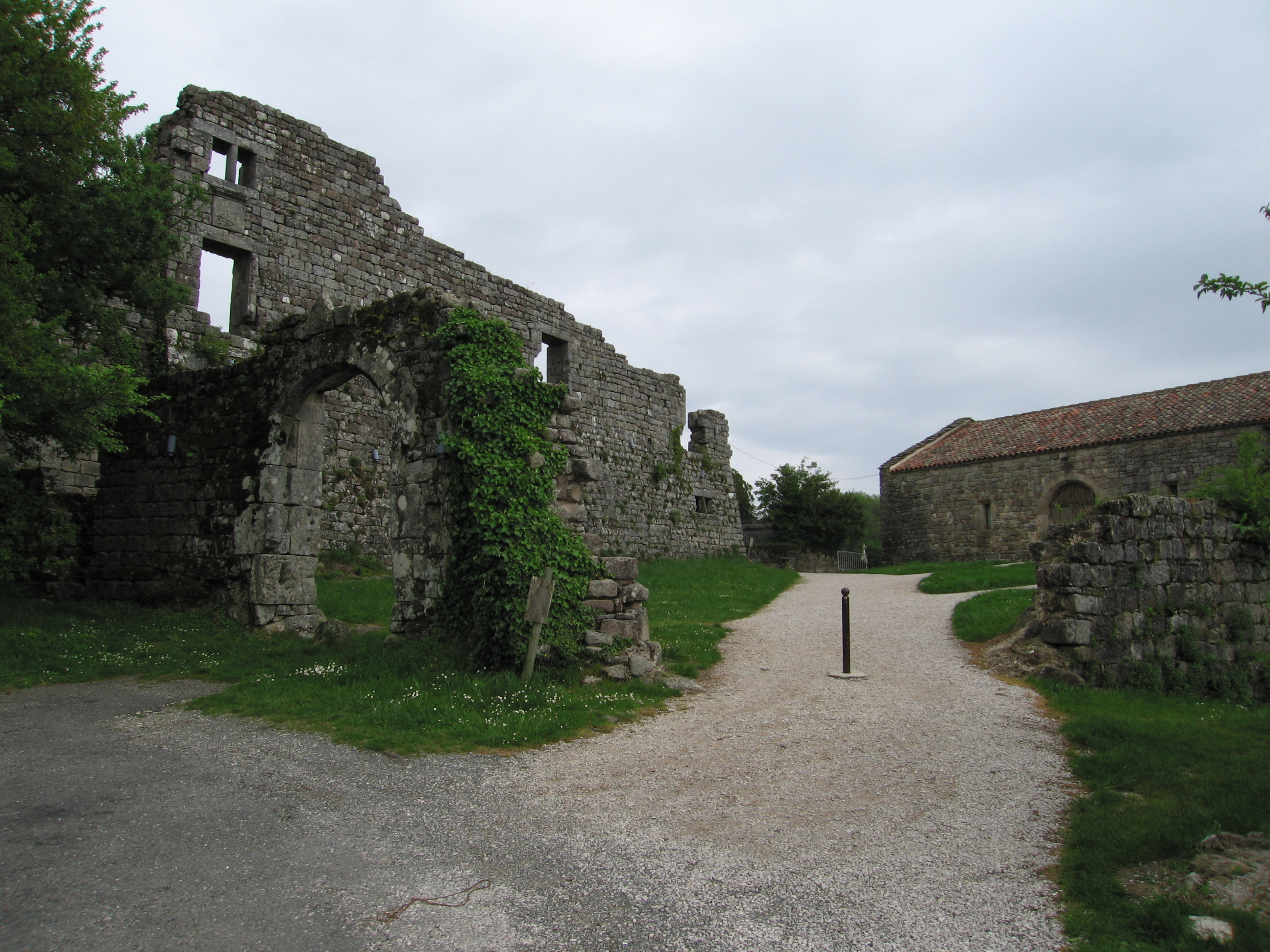
L'entrée

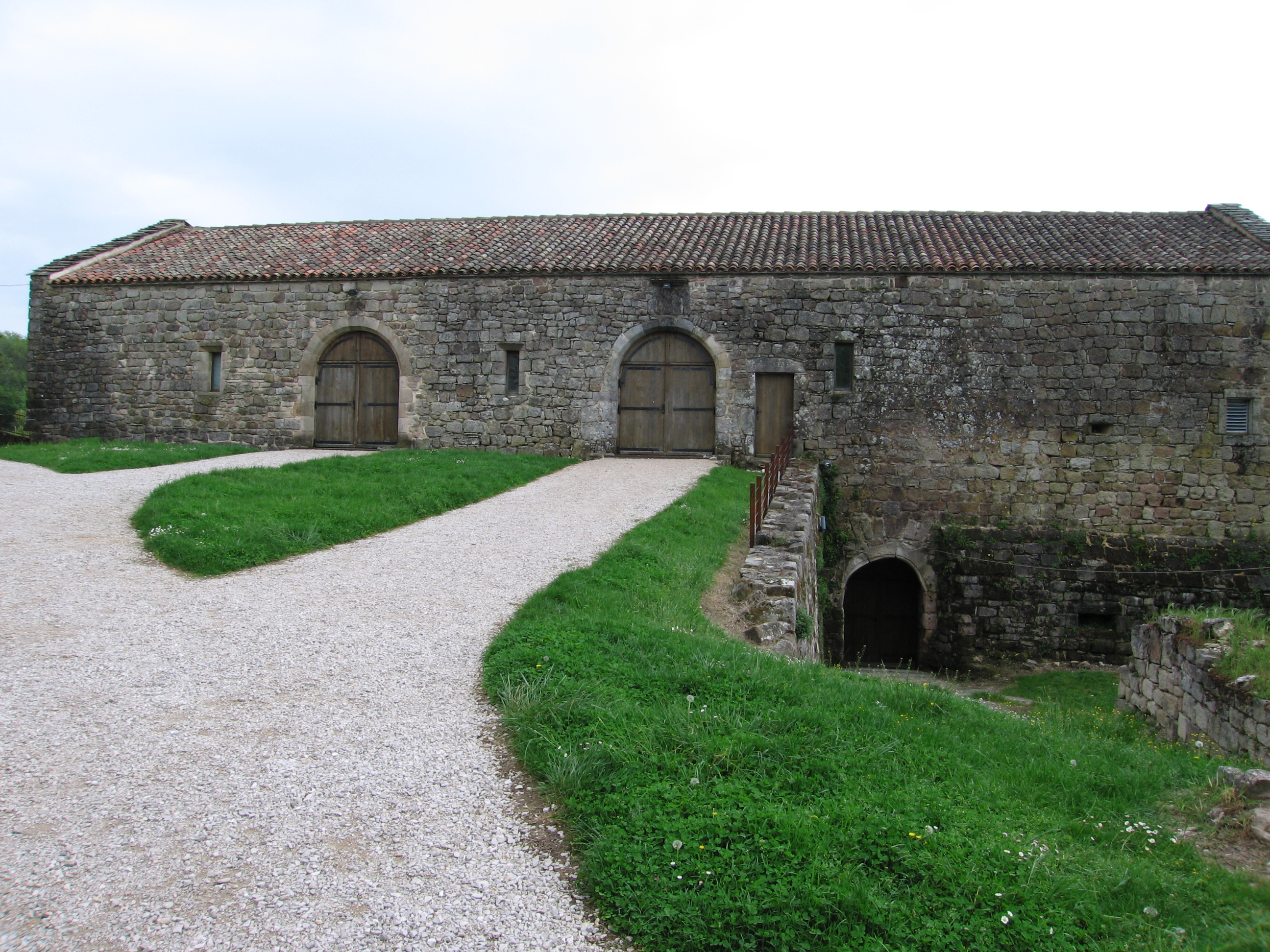
La grange

La commanderie se situe sur une butte, où l'on a retrouvé une dalle à rigole, ce qui permet de supposer qu'il s'agissait d'un lieu voué au culte de l'eau. Elle était entourée d'un mur d'enceinte de forme trapézoïdale.
La commanderie était composée de plusieurs bâtiments dont une grange qui a été restaurée soutenue par neuf contreforts de grande taille. Au rez-de-chaussée du logis se trouve la cuisine avec un four à pain et le réfectoire tous trois en enfilade. Une tour octogonale (aujourd'hui effondrée) permettait d'accéder aux appartements du commandeur.
L'église était située au rez-de-chaussée du donjon coiffé de hourds qui mesurait 20 mètres de haut.

## Utilisation actuelle
La grange, actuellement aménagée en salle de spectacle (scène, gradins, etc), est gérée et principalement utilisée par l'association l'Été de Vaour.